# Zbigniew Kledecki
Zbigniew Stanisław Kledecki (ur. 15 listopada 1921 w Poznaniu, zm. 12 października 2014 w Kaliszu) – polski kardiolog i działacz społeczny, poseł na Sejm PRL VII i VIII kadencji (1976–1985).

## Życiorys
Syn Kazimierza i Stanisławy. W wojnie obronnej walczył w 1 Pułku Piechoty Obrony Pragi. Od 1940 do 1945 przebywał na robotach w Niemczech. W 1945 znalazł się w szeregach 2 Armii Wojska Polskiego (forsował Nysę Łużycką). Po wojnie podjął studia w Akademii Medycznej w Poznaniu. Od 1952 do 1957 zatrudniony w Wojskowym Szpitalu Garnizonowym w Wałczu. W latach 1957–1963 pracował w I Klinice Chorób Wewnętrznych w Szczecinie. W 1963 uzyskał doktorat nauk medycznych. W tym samym roku wstąpił do Stronnictwa Demokratycznego i podjął pracę jako ordynator w Wojewódzkim Szpitalu Zespolonym. Był wojewódzkim konsultantem ds. kardiologii w Kaliszu. Od 1973 do 1978 kierował Wojewódzkim Ośrodkiem Doskonalenia Kadr Medycznych w Kaliszu. Był radnym: początkowo Miejskiej Rady Narodowej w Kaliszu (1973–1975), a później Wojewódzkiej Rady Narodowej (oraz jej wiceprzewodniczącym). 
W 1975 został przewodniczącym Wojewódzkiego Komitetu SD. W 1976 zasiadł w Centralnym Komitecie tej partii i wszedł do Sejmu PRL z okręgu Kalisz. Zasiadał w Komisji Zdrowia i Kultury Fizycznej. Reelekcję uzyskał w 1980. Był wówczas członkiem Komisji Zdrowia i Kultury Fizycznej, Skarg i Wniosków, a później Polityki Społecznej, Zdrowia i Kultury Fizycznej. 8 października 1982 wstrzymał się od głosu w sprawie ustawy o związkach zawodowych, która delegalizowała Niezależny Samorządny Związek Zawodowy „Solidarność”, za co został poddany pod jurysdykcję Centralnego Sądu Partyjnego SD. W lutym 1984 wystąpił z partii i Klubu Poselskiego SD. 
Do późnych lat życia wykonywał zawód kardiologa. Był honorowym prezesem Kaliskiego Towarzystwa Lekarskiego. Zajmował się naukowo historią medycyny w Kaliszu. Należał, jako członek nadzwyczajny, do Światowego Związku Żołnierzy Armii Krajowej.
Odznaczony Krzyżem Kawalerskim Orderu Odrodzenia Polski i Brązowym Krzyżem Zasługi.
Pochowany na cmentarzu komunalnym w Kaliszu.